# Anatrichis
Anatrichis es un  género de coleópteros adéfagos de la familia Carabidae.

## Especies
Comprende las siguientes especies:
- Anatrichis australasiae Chaudoir, 1882
- Anatrichis indica Chaudoir, 1882
- Anatrichis lilliputana (Macleay, 1888)
- Anatrichis longula Bates, 1882
- Anatrichis minuta Dejean, 1831
- Anatrichis nigra Jedlicka, 1936
- Anatrichis oblonga G.Horn, 1891
- Anatrichis ogawarai Ueno
- Anatrichis pedinoides Chaudoir, 1882
- Anatrichis pusilla Sloane, 1910
- Anatrichis sexstriata Sloane, 1900